# Lee Joon-ha
Lee Joon-ha (15 de abril de 2001) es una actriz surcoreana. Comenzó su carrera como actriz infantil destacando su interpretación como hija de la protagonista en la película Midnight FM (2010).

## Filmografía

### Cine
| Año  | Título               | Rol           |
| ---- | -------------------- | ------------- |
| 2007 | Small Town Rivals    | Yeo-jin       |
| 2008 | The Little Prince    | Saet-byul     |
| 2008 | Truck                | Jung Da-young |
| 2009 | Running Turtle       | Segunda hija  |
| 2010 | Harmony              |               |
| 2010 | Midnight FM          | Ko Eun-soo    |
| 2010 | Finding Mr. Destiny  | Woo-ri        |
| 2011 | The Suicide Forecast | Mi-hee        |

### Serie de televisión
| Año  | Título                                   | Rol                           | Red  |
| ---- | ---------------------------------------- | ----------------------------- | ---- |
| 2006 | Love Truly                               | hija de Jang Joon-won         | MBC  |
| 2007 | By My Side                               | Saet-byul                     | MBC  |
| 2007 | New Wise Mother, Good Wife               | niña                          | MBC  |
| 2007 | The 1st Shop of Coffee Prince            | niña en la clase de taekwondo | MBC  |
| 2007 | Auction House                            | Yoo-ri                        | MBC  |
| 2008 | Before and After: Plastic Surgery Clinic | Yoon Seo-jin                  | MBC  |
| 2008 | Saranghae (I Love You)                   | Mi-joo                        | SBS  |
| 2008 | Our Happy Ending                         | Kang Mi-na                    | MBC  |
| 2008 | My Life's Golden Age                     | Yoo Hyo-eun                   | MBC  |
| 2010 | Smile Again                              | Lee Song-yi                   | KBS1 |